# مبدأ أوباما
مبدأ أوباما (بالإنجليزية: Obama Doctrine)‏، هي مصطلح عام يستخدم بشكل متكرر لوصف واحد أو أكثر من مبادئ السياسة الخارجية لإدارة الرئيس الأمريكي باراك أوباما
لم يتم الاتفاق حتى الآن على وجود عقيدة فعلية لأوباما. ومع ذلك، في عام 2015، خلال مقابلة مع صحيفة نيويورك تايمز، علق أوباما بإيجاز على العقيدة قائلاً: «لقد سألت عن عقيدة أوباما، العقيدة هي أننا سنشارك، لكننا نحافظ على كل قدراتنا».
على عكس السياسات المحددة بدقة، مثل مبدأ مونرو، أو مبدأ ترومان، أو مبدأ نيكسون، أو عقيدة كارتر، أو مبدأ ريغان، أو عقيدة بوش، فإن مبدأ أوباما ليست سياسة خارجية محددة قدمتها السلطة التنفيذية. وقد أدى ذلك بالصحفيين والمعلقين السياسيين إلى تحليل الشكل الذي قد تبدو عليه المبادئ الدقيقة لعقيدة أوباما. بشكل عام، من المقبول على نطاق واسع أن جزءًا مركزيًا من مثل هذه العقيدة من شأنه أن يؤكد على التفاوض والتعاون بدلاً من المواجهة والأحادية في الشؤون الدولية. وقد أشاد البعض بهذه السياسة، باعتبارها تغييرًا مرحبًا به من عقيدة بوش التدخلية.
منتقدو سياسات أوباما أحادية الجانب (مثل عمليات القتل المستهدف لأعداء مشتبه بهم للولايات المتحدة)، بمن فيهم سفير الولايات المتحدة السابق لدى الأمم المتحدة جون بولتون، وصفوها بأنها مثالية وساذجة للغاية، وتروج لاسترضاء الخصوم. وقد لفت آخرون الانتباه إلى انحرافه الجذري في لهجته ليس فقط عن سياسات إدارة بوش، ولكن أيضًا عن العديد من الرؤساء السابقين.
يتتبع البعض أصل مبدأ أوباما في خطاب ألقاه في ويست بوينت في مايو 2014، حيث أكد أن «الولايات المتحدة ستستخدم القوة العسكرية، من جانب واحد إذا لزم الأمر، عندما تتطلب مصالحنا الأساسية ذلك»، ولكن للتهديدات غير المباشرة أو الإنسانية الأزمات، "يجب علينا حشد الشركاء لاتخاذ إجراءات جماعية."
يجادل البعض بأن عقيدة «التعددية الأخلاقية» تعكس اهتمام أوباما بالفيلسوف رينهولد نيبوهر، الذي دعم السياسة الخارجية الأمريكية التدخلية، لكنه حذر من الغطرسة، وسوء التقدير الأخلاقي.

## عقيدة أوباما: المقابلات والردود
قبل عدة أشهر من نهاية ولايته الرئاسية ومغادرته البيت الأبيض، أدلى أوباما بسلسلة مقابلات للصحافي الأميركي في صحيفة ذي اتلانتيك جيفري غولدبرغ حيث تناولت المقابلات موقف أوباما من العديد من القضايا التي واجهت العالم ومنطقة الشرق الأوسط وهاجم فيها دولاً ذات دور محوري مثل السعودية وشخصيات مهمة مثل الرئيس التركي أردوغان. وقد أثارت هذه المقالة الكثير من الجدل، بسبب المواقف التي أظهرتها عن السياسة الخارجية للرئيس الأميركي إزاء قضايا عدة وعلى رأسها ملفات الشرق الأوسط، مثل الصراع الفلسطيني الإسرائيلي، وسوريا، والعلاقات الأميركية مع دول الخليج وغيرها. المقالة الكاملة مُترجمة للعربية عبر مركز إدارك.

#### أوباما عن الشرق الأوسط
يشرح الرئيس أوباما في مقابلاته مع الصحفي ما يراه في اعتماد العالم على الولايات المتحدة:
إذا سألت أوباما ما إذا كانت أمريكا هي الأمة الأولى التي لا غنى للعالم عنها، فهو لم يعتقد بذلك، لكنه الرئيس النادر الذي يبدو في بعض الأحيان منتقدا لاحتياج العالم للولايات المتحدة، بدل الاحتفاء بها، إذ أخبرني مرة: “الراكبون المجانيون يغضبونني”، كما حذر أوباما مؤخرا من أن بريطانيا لن تكون قادرة على ادعاء “علاقة خاصة” مع الولايات المتحدة إذا لم تلتزم بدفع اثنين بالمئة على الأقل من دخلها القومي على الدفاع، قائلا: “عليك أن تدفع حصتك”، لرئيس الوزراء البريطاني ديفيد كاميرون الذي التزم بعد ذلك.
وفي ما يتعلق بالسعودية وإيران:
أبدى أوباما انزعاجه بوضوح من أن أرثذوكسية السياسة الخارجية تجبره على اعتبار السعودية حليفا. وبالطبع، فقد قرر مسبقا، بوجه الانتقاد الأكبر، أنه أراد الوصول لأشد أعداء أمريكا في الشرق الأوسط: إيران. الصفقة النووية التي عقدها مع إيران تثبت أن أوباما ليس حريصا على تجنب المخاطر، فقد راهن على الأمن القومي وسجله الخاص كرئيس على أن واحدة من أكبر داعمي الإرهاب في العالم ستلتزم باتفاقية لوقف برنامجها النووي.

#### ردود على عقيدة أوباما
مقال عبر صحيفة الشرق الأوسط من السياسي ورجل الاستخبارات السعودي الأمير تركي الفيصل يدافع فيها الفيصل عن بلاده مهاجماً وقوف أوباما مع إيران ومحورها.

تركي الفيصل يرد على عقيدة أوباما التي أضرت بمصالح بلاده عبر صحيفة الشرق الأوسط  :
هل هذا نابعٌ من استيائك من دعم المملكة للشعب المصري، الذي هبّ ضد حكومة الإخوان المسلمين التي دعمتها أنت؟ أم هو نابع من ضربة مليكنا الراحل عبد الله، رحمه الله، على الطاولة في لقائكما الأخير، حيث قال لك: «لا خطوط حمراء منك، مرة أخرى، يا فخامة الرئيس». أم إنك انحرفت بالهوى إلى القيادة الإيرانية إلى حدّ أنك تساوي بين صداقة المملكة المستمرة لثمانين عامًا مع أميركا، وقيادة إيرانية مستمرة في وصف أميركا بأنها العدو الأكبر والشيطان الأكبر، والتي تُسلّح وتموّل وتؤيد الميليشيات الطائفية في العالمين العربي والإسلامي، والتي ما زالت تؤوي قيادات «القاعدة» حتى الآن، والتي تمنع انتخاب رئيس في لبنان من قِبَلِ «حزب الله» المصنف من حكومتك بأنه منظمة إرهابية، والتي تمعن في قتل الشعب السوري العربي؟
لا، يا سيد أوباما.

نحن لسنا من أشرت إليهم بأنهم يمتطون ظهور الآخرين لنيل مقاصدهم. نحن نقود في المقدمة ونقبل أخطاءنا ونصحّحها. وسنستمر في اعتبار الشعب الأميركي حليفنا، ولن ننسى عندما حَمِي الوطيس وقفة جورج هربرت ووكر بوش معنا، وإرساله الجنود الأميركيين ليشتركوا معنا في صدّ العدوان الصدامي على الكويت، حين وقفوا مع جنودنا كتفًا لكتف.